# NGC 606
NGC 606 é uma galáxia espiral barrada (SBc) localizada na direcção da constelação de Pisces. Possui uma declinação de +21° 25' 05" e uma ascensão recta de 1 horas, 34 minutos e 50,3 segundos.
A galáxia NGC 606 foi descoberta em 18 de Outubro de 1881 por Édouard Jean-Marie Stephan.